# カーアクション映画
カーアクション映画（カーアクションえいが）は、映画のジャンルの一つである。主に自動車によるモータースポーツやストリートレースを題材としたものや、カーチェイス等を題材にしたものがある。

## 主な作品
- 『やくざ刑事』シリーズ
- 『暴走パニック 大激突』
- 『狂った野獣』
- 『ブリット』
- 『ワイルド・スピード』シリーズ
- 『ドリヴン』
- 『ミシェル・ヴァイヨン』
- 『頭文字D THE MOVIE』
- 『キャノンボール』シリーズ
- 『TAXi』シリーズ
- 『バニシングin60″』
- 『60セカンズ』
- 『マッドマックス』シリーズ
- 『マッハ78.』
- 『激突!』
- 『フェラーリの鷹』
- 『ミニミニ大作戦』
- 『トランスポーター』シリーズ

など。

## 同じ自動車
どの作品でも共通して言える事は、まったく同じ車を数台作り、撮影用に分けて使うという事である。
例えば
- 1台目はピカピカの「見せ仕様」
- 2台目は走行シーン用に作り、多少の傷が入ってもいい物
- 3台目は爆発やクラッシュ等によって大破してもいいようにエンジンなどを外している物

といった具合である。
もちろん大破用の車は使えなくなるため、車を無駄にしない様に撮影は慎重に行っている（特に入手困難な車両）。
例外として、1974年に公開された「バニシングin60″」は主人公の乗る車両は１台のみでカーアクションの撮影を行っており、撮影時の度重なるクラッシュで激しく損傷した車は2014年現在も動態保存されている。
また設定上と実際に使用されたものの間で車両仕様が異なるという例もあり、例えばワイルド・スピードX2でブライアン・オコナーが乗っているものは設定上ランエボⅦとされているが、実際に映画に登場する車両を見るとテールランプ側面の形状からランエボではなく普通のランサーを使用していると判別可能である。同様の例はWHO AM I?のカーチェイスシーン(こちらも設定上ランエボⅣとされるが、シートやホイールの仕様から本物のランエボを使用しているシーンとエボ外装に変更したランサーを使用したシーンの両方が確認できる)でも見ることができる。